# Jeffrey Lynch
Jeffrey Lynch ist ein US-amerikanischer Zeichner und Grafiker. Er arbeitete für Die Simpsons und Futurama. Bei den Filmen Spider-Man, Spider-Man 2, Spider-Man 3 und Der Gigant aus dem All war er Regieassistent.

## Filmografie

### Die Simpsons-Episoden
- Der Vater eines Clowns
- Blick zurück aufs Eheglück
- Der Eignungstest
- Marge muss jobben
- Grosser Bruder, kleiner Bruder
- Das Schlangennest
- Auf Wildwasserfahrt
- Lisa kontra Malibu Stacy
- Bart packt aus
- Die Babysitterin und das Biest
- Wer erschoss Mr. Burns?
- Simpson und sein Enkel in „Die Schatzsuche“

### Futurama-Episoden
- Die Galaxis des Terrors
- Brannigan, fang wieder an!

### Projekte
- Rise of the Guardians